# Кампо-и-Сабалета, Конрадо дель
Конрадо дель Кампо-и-Сабалета (исп. Conrado del Campo y Zabaleta; 28 октября 1878, Мадрид — 17 марта 1953, Мадрид) — испанский скрипач, композитор и дирижёр.
Учился в Мадридской консерватории у Эмилио Серрано (композиция), Луиса Амато, Хосе дель Йерро и Хесуса де Монастерио (скрипка).
Работал скрипачом, концертмейстером, дирижёром в оркестрах мадридских театров. На рубеже 1903—1904 годов был одним из музыкантов, основавших Мадридский симфонический оркестр, а в труднейшее для оркестра время в 1946—1950 гг. возглавлял его.
С 1915 года профессор Мадридской консерватории. Среди учеников Конрадо дель Кампо были, в частности, Амадео Рольдан, Кристобаль Альфтер, Сальвадор Бакариссе, Эмилио Лемберг.